# Chu Thiên Tuyết
Chu Thiên Tuyết (tiếng Anh: Tracy Chu Tsin Suet, sinh ngày 28 tháng 6 năm 1988), là một diễn viên, người dẫn chương trình, Á hậu 2 của Cuộc thi hoa hậu Hong Kong 2012, hiện là nghệ sĩ có hợp đồng với TVB, tháng 9 năm 2020 trở thành đại luật sư của "Văn phòng luật sư Denis Chang".

## Tiểu sử

### Quá trình trưởng thành
Chu Thiên Tuyết là trưởng nữ trong gia đình, có 2 người em gái, cha mở "Công ty TNHH Kim Bỉ" ở Sài Loan năm 1982, chủ yếu làm nghề bán đồ ngũ kim, có mặt ở nhiều thị trường tại Bắc Trung Nam Mỹ, Nhật, Hàn, Đài Loan, Tây Âu,... Cô từng học trường Thánh Tâm Canossian khối tư thục ở Hong Kong, tới lớp 3 (8 tuổi) thì gia đình di cư qua Vancouver, Canada. Cô có trình độ dương cầm cấp 8 của Hội Ủy viên Liên hợp Học viện Âm nhạc Hoàng gia Anh. Sau khi tốt nghiệp song ngành Thương mại và Truyền thông ở Đại học Tổng hợp Simon Fraser, cô về Hong Kong lập nghiệp một mình, từng làm trợ lý hành chính 2 năm, sau đó quyết định tham gia Cuộc thi Hoa hậu Hồng Kông. 2012. Cha mẹ cô vẫn định cư ở Vancouver, thỉnh thoảng về Hong Kong thăm thân nhân sẽ tạm trú ở căn nhà ở block số 3 bán đảo Lam Loan Tiểu Tây Loan do họ làm chủ.

## Hoa hậu Hồng Kông 2012
Chu Thiên Tuyết tham dự cuộc thi với mã số #4. Tuy cô được cộng đồng mạng và nhiều nghệ sĩ TVB yêu thích, bao gồm cả những người đã đoạt giải trước đó như Cao Hải Ninh, Từ Thục Mẫn,... và quản lí cấp cao của nhà đài TVB bà Lạc Di Linh, nhưng Chu Thiên Tuyết không giành được danh hiệu cao nhất. Điều này khiến cho người hâm mộ và nhiều nghệ sĩ bất bình, chủ yếu là do Chu Thiên Tuyết dẫn đầu về số phiếu bầu trực tuyến (chiếm tới 65%) vào trước khi buổi công bố kết quả diễn ra.
Sau đó, hơn 500 công dân Hồng Kông đã đệ đơn khiếu nại TVB lên Văn phòng cơ quan Truyền thông Hồng Kông (OFTA) về việc gian lận kết quả. Phó giám đốc đối ngoại của TVB Tăng Tỉnh Minh đã phải xin lỗi khán giả và truyền thông với lí do máy chủ của TVB bị sự cố dẫn đến việc rất nhiều khán giả không thể bỏ phiếu cho thí sinh yêu thích của họ. Nhưng ông cũng khẳng định rằng danh hiệu Hoa hậu đã được quyết định và việc bầu chọn sẽ không được thực hiện lại.
Cùng năm 2012, Chu Thiên Tuyết với danh hiệu Á hậu 2 của Cuộc thi Hoa hậu Hồng Kông 2012 đại diện Hồng Kông để tham dự Cuộc thi Hoa hậu Quốc tế 2012 diễn ra tại Okinawa, Nhật Bản.

## Sự nghiệp luật sư
Trong thời gian tạm dừng sự nghiệp diễn xuất, vào tháng 9 năm 2015, Chu Thiên Tuyết đăng kí học toàn thời gian tại Trường Đại học Trung văn Hương Cảng để theo đuổi bằng thạc sĩ về Truyền thông doanh nghiệp. Cô tốt nghiệp vào năm 2016.
Tháng 9 năm 2016, Chu Thiên Tuyết vừa làm vừa học tiến sĩ ngành Luật tại Trường Đại Học Hồng Kông và đã tốt nghiệp vào năm 2019.
Ngày 1 tháng 6 năm 2020, Chu Thiên Tuyết đến một công ty luật nổi tiếng ở Kim Chung, Hồng Kông để chính thức bắt đầu khoá thực tập với vai trò đại luật sư thực tập. Tháng 9 năm 2020, sau khi hoàn thành 3 tháng thực tập, cô gia nhập công ty luật "Denis Chang's Chambers" của đại luật sư thâm niên Trương Kiện Lợi và chính thức trở thành đại luật sư được phép hành nghề trong ngành luật dưới sự bảo trợ của Công hội Luật sư Hồng Kông.
Trong hồ sơ đại luật sư của Chu Thiên Tuyết tại nơi cô làm việc cho biết, cô sẽ hành nghề và phát triển chủ yếu về các vụ án dân sự tuy nhiên cũng có quan tâm tới mảng luật hình sự. Phạm vi công việc của cô gồm luật thương mại, công ty và mất khả năng thanh toán, luật tố tụng hình sự, việc làm, luật gia đình, luật đất đai và tài sản, luật chứng thực và hành chính, luật bất cẩn và thương tích cá nhân. Ngoài ra, những vụ kiện về hôn nhân, thương tật cá nhân, tranh chấp hợp đồng và tranh chấp thương mại cô đều có kinh nghiệm.

## Đời sống cá nhân
Chu Thiên Tuyết có sở thích chơi đàn Piano và đạt đến cấp 8.
Cô thuộc chòm sao Cự Giải.
Cô nói được 3 thứ tiếng là Tiếng Anh, Tiếng Quảng Đông, Tiếng Phổ Thông.
Với học vị tiến sĩ, cô trở thành một trong những người đẹp có học vị cao nhất trong lịch sử cuộc thi Hoa hậu Hồng Kông.
Chu Thiên Tuyết cùng với Tưởng Gia Mân, Sầm Hạnh Hiền, Trương Gia Nhi và Thang Lạc Văn là một nhóm bạn thân năm người được giới truyền thông đặt tên là "Hội 2 Line", bởi vì họ là Hoa Đán thế hệ thứ 2 và đa số đều tham gia Cuộc thi Hoa hậu Hồng Kông 2012.
Ngày 28 tháng 6 năm 2019, vào đúng sinh nhật lần thứ 31 của mình, Chu Thiên Tuyết công bố việc kết hôn trên tài khoản mạng xã hội cá nhân. Vị hôn phu của cô chính là "thanh mai trúc mã", một bác sĩ tên là Ngô Côn Luân (Justin Ng). Theo như chia sẻ của cô, hai người chỉ sinh cách nhau 3 ngày và trong cùng một bệnh viện, bố mẹ hai bên vẫn giữ liên lạc và hai người chơi với nhau từ nhỏ đến lớn rồi trở thành bạn thân cho đến khi yêu nhau. Họ đã hẹn hò được 5 năm trước khi tiến đến hôn nhân.
Ngày 10 tháng 8 cùng năm, đám cưới của Chu Thiên Tuyết và Ngô Côn Luân diễn ra với sự tham dự của khoảng 80 vị khách mời tại đảo Bali, Indonesia. Chuyện tình đẹp như mơ của cô được được đông đảo cộng đồng mạng và giới truyền thông ngưỡng mộ.

## Phim và chương trình truyền hình

### Phim điện ảnh
| Năm  | Tên Phim                                                                         | Vai Diễn                     | Ghi chú            |
| ---- | -------------------------------------------------------------------------------- | ---------------------------- | ------------------ |
| 2013 | Giải Cấu • Cảm Động (Úc Môn Lữ Du Cục Vi Điện Ảnh) 邂逅•感動（澳門旅遊局微電影） | Tracy Chu Thiên Tuyết 朱千雪 | Vai chính          |
| 2015 | Đối Đầu (Xích Đạo) 赤道 Helios                                                   | Tracy                        | Khách mời đặc biệt |

### Phim truyền hình
| Năm  | Tên Phim                                                                            | Vai Diễn                                                | Ghi chú                                    |
| ---- | ----------------------------------------------------------------------------------- | ------------------------------------------------------- | ------------------------------------------ |
| 2013 | Giải Cứu Khẩn Cấp 2 (Sứ Mệnh 36 Giờ II) On Call 36 小時 II The Hippocratic Crush II | Hướng Thiên Nhi 向芊兒 Heung Chin Yee                   | Nữ tuyến 3                                 |
| 2014 | Tìm Lấy Ngày Mai (Tái Chiến Minh Thiên) 再戰明天 Tomorrow Is Another Day            | Trì Xuân Quang (Nhỏ Quang) 遲春光 (光仔) Chi Chun Kwong | Nữ tuyến 3                                 |
| 2015 | Chuyên Gia Hoà Giải (Dĩ Hòa Vi Quý) 以和為貴 Smooth Talker                          | Vu Thụy Gia (Gia Gia) 巫瑞嘉 (嘉嘉) Mo Sui Ka           | Nữ tuyến 3                                 |
| 2015 | Chuyên Gia Gỡ Rối (Sát Cục Chuyên Gia) 拆局專家 The Fixer                           | Mạch Bình An 麥平安 (Duck Duck) Mak Ping On             | Nữ tuyến 3                                 |
| 2016 | Thiết Mã Gặp Chiến Xa (Thiết Mã Chiến Xa) 鐵馬戰車 Speed Of Life                    | WPC Trương Thanh Thanh 張清清 WPC Cheung Ching Ching    | Khách mời                                  |
| 2016 | Cảnh Khuyển Ba Đả 警犬巴打 K9 Cop                                                   | Jil Lê Thục Tư 黎淑姿 Jiu Lai Suk Si                    | Nữ tuyến 2                                 |
| 2016 | Cảnh Sát Siêu Năng (EU Siêu Thì Nhiệm Vụ) EU超時任務 Over Run Over                  | WSGT Lăng Thần Phong 凌晨風 WSGT Ling Sun Fung          | Nữ chính                                   |
| 2016 | Hoàng Đế Lưu Manh (Lưu Manh Hoàng Đế) 流氓皇帝 Rogue Emperor                        | Phùng Tiểu Dung 馮小融 Fung Siu Yung                    | Khách mời đặc biệt                         |
| 2017 | Bước Qua Ranh Giới (Thải qua giới) 踩過界 Legal Mavericks                           | Yanice Đới Thiên Ân 戴天恩 Yanice Tai Tin Yan           | Khách mời đặc biệt                         |
| 2020 | Pháp sư bất đắc dĩ 2 (Hàng ma đích 2.0) 降魔的2.0 The Exorcist's 2nd Meter          | Hành khách Taxi của Mã Quế                              | Khách mời đặc biệt (tập 5)                 |
| 2020 | Bước Qua Ranh Giới 2 (Thải qua giới II) 踩過界II Legal Mavericks 2                  | Yanice Đới Thiên Ân 戴天恩 Yanice Tai Tin Yan           | Khách mời diễn xuất đặc biệt qua giọng nói |

### Dẫn chương trình
| Năm         | Tên chương trình                                   | Ghi chú                                                   | Kênh truyền hình          |
| ----------- | -------------------------------------------------- | --------------------------------------------------------- | ------------------------- |
| 2012        | TVB Sales Presentation 2013 2013無綫節目巡禮       | Cùng với Lê Diệu Tường, Trương Danh Nhã và Huỳnh Tâm Dĩnh | TVB                       |
| 2012        | Kính ca kim khúc ưu tú tuyển tập 3 勁歌金曲優秀選  | Cùng với Thôi Kiện Bang                                   | TVB                       |
| 2012        | CASH Cuộc thi sáng tạo nhạc Pop CASH流行曲創作大賽 | Cùng với Lương Đức Huy                                    | TVB                       |
| 2012        | Ngày và đêm ở Tasmania 塔斯曼尼亞的日與夜          | Cùng với Trần Trí Sâm                                     | TVB                       |
| 2012 - 2013 | Kính ca kim khúc 勁歌金曲                          | Cùng với Thôi Kiện Bang                                   | TVB                       |
| 2013        | Thiết kế tour du lịch 度身訂造旅行團               | Cùng với Kim Cương, Đàm Vịnh Lân, Châu Tú Na              | TVB                       |
| 2015        | Cảng sinh hoạt·Cảng hưởng thụ 港生活·港享受        |                                                           | Phỉ Thúy Đông Phương TVBC |
| 2017        | Big Big Tiểu Minh Tinh 2017 Big Big Channel 2017   | Cùng với Sâm Mĩ                                           | TVB                       |
| 2017        | Chef Minor 我係小廚神                              | Tập 2 Cùng với Cao Hải Ninh                               | TVB                       |
| 2017        | Phòng cấp cứu tâm lí 心理急救室                    | Cùng với Sầm Hạnh Hiền                                    | Big Big Channel           |
| 2018        | Better Be Right 生活100錯                          | Tập 13, 14                                                | TVB                       |
| 2018        | 3 Ngày 2 Đêm 3日2夜                                | Phần 2 tập 37-39 Cùng với Thang Lạc Văn                   | TVB                       |
| 2019        | Wishful Living 如果這樣生活                        | Tập 7                                                     | TVB                       |

### Chương trình truyền hình (TVB)
| Năm  | Tên Chương Trình                                                                  | Ghi Chú                       |
| ---- | --------------------------------------------------------------------------------- | ----------------------------- |
| TVB  |                                                                                   |                               |
| 2013 | Tỷ muội đào 姊妹淘                                                                | Khách mời phần 2 tập 68       |
| 2013 | Nat Around The World 叻哥遊世界                                                   | Khách mời tập 9               |
| 2013 | Huynh đệ bang Big Boys Club 兄弟幫                                                | Khách mời tập 915, 916        |
| 2013 | VIP hôm nay 今日VIP                                                               | Khách mời ngày 9 tháng 9      |
| 2013 | Tỷ muội đào 姊妹淘                                                                | Khách mời phần 3 tập 9, 12    |
| 2013 | Chưởng môn siêu cấp vô địch: Màn cuối 超級無敵獎門人 終極篇                       | Khách mời tập 23              |
| 2013 | Ngô thục ngô thực 吾淑吾食                                                        | Khách mời tập 2               |
| 2014 | Fortune All Around 區區有運行                                                     | Khách mời tập 4               |
| 2014 | Chúc quang vãn xan 燭光晚餐                                                       | Khách mời tập 5               |
| 2014 | Khoái lạc liên minh 快樂聯盟                                                      | Khách mời tập 8               |
| 2014 | Summer Splash 瘋狂夏水禮                                                          | Khách mời tập 1-5             |
| 2014 | VIP hôm nay 今日VIP                                                               | Khách mời ngày 13 tháng 10    |
| 2014 | Bố ơi mình đi đâu thế? Mùa 2 爸B也Upgrade 2                                       | Khách mời tập 2               |
| 2014 | Chef Minor 我係小廚神                                                             | Khách mời tập 3               |
| 2014 | Neighborhood Treasures（Sr. 6） 千奇百趣玩HIGH D                                  | Khách mời tập 9               |
| 2014 | Đô thị giải trí 都市閒情                                                          | Khách mời ngày 31 tháng 12    |
| 2015 | Nhà bếp ngôi sao 明星愛廚房                                                       | Khách mời tập 5               |
| 2015 | Kim vãn thê lý 今晚睇李                                                           | Khách mời tập 9               |
| 2015 | Lựa chọn một phút cực mạnh 超強選擇1分鐘                                          | Khách mời tập 10, 19          |
| 2015 | VIP hôm nay 今日VIP                                                               | Khách mời ngày 10 tháng 8     |
| 2016 | Rượu vang trên toàn thế giới mùa 2 酒遍全世界2                                    | Khách mời tập 12              |
| 2016 | Vua khai vận xuân mới 新春開運王                                                  | Khách mời tập 7               |
| 2016 | Vua diễn xuất chủ nhật Sunday好戲王                                               | Khách mời tập 9               |
| 2016 | VIP hôm nay 今日VIP                                                               | Khách mời ngày 29 tháng 3     |
| 2016 | Đô thị giải trí 都市閒情                                                          | Khách mời ngày 4 tháng 4      |
| 2016 | Khu khu khai hỏa 區區開伙                                                         | Khách mời tập 1               |
| 2016 | Bạn có khỏe mạnh không? mùa 2 你健康嗎？                                          | Khách mời tập 2               |
| 2016 | Đô thị giải trí 都市閒情                                                          | Khách mời ngày 2 tháng 11     |
| 2016 | Đầu bếp hàng xóm khẩu chiến Tokyo 街坊廚神舌戰東京                                | Khách mời tập 2               |
| 2016 | Tôi yêu Hồng Kông 我愛香港                                                        | Khách mời tập 14              |
| 2017 | Đầu bếp khai chiến năm mới 街坊廚神番外篇の開年舌戰                               | Khách mời                     |
| 2017 | Trăm ngàn kì thú: Đội đặc công 千奇百趣特工隊                                     | Khách mời tập 1               |
| 2017 | Huynh đệ bang Big Boys Club 兄弟幫                                                | Khách mời tập 1802, 1803      |
| 2017 | Quần tinh củng chiếu Big Big Channel 群星拱照 Big Channel                         | Khách mời                     |
| 2018 | Cuộc đời có bao nhiêu Phúc Lộc Thọ 人生有幾多個福祿壽                             | Khách mời                     |
| 2018 | Hoa hậu người Hoa Quốc tế 國際中華小姐競選                                        | Thành viên ban giám khảo      |
| 2018 | Chị Do có câu hỏi mùa 2 Do姐有問題2                                               | Khách mời tập 6               |
| 2018 | Big Big ngôi sao nhỏ Big Big小明星                                                | Khách mời ngày 16 tháng 6     |
| 2018 | Cách xem nhà của Ben Sir mùa 2 Ben Sir睇樓團2                                     | Khách mời tập 2               |
| 2018 | Lễ kỉ niệm ngày thành lập đại công ti Big Big Channel big big channel大公司周年慶 | Khách mời                     |
| 2018 | Đầu bếp mĩ nữ mùa 3 美女廚房 (第三輯)                                             | Thí sinh tập 11               |
| 2018 | Hoa hậu Hồng Kông 2018 2018年度香港小姐競選                                       | Thành viên ban giám khảo      |
| 2019 | Hoa hậu Hồng Kông 2019 2019年度香港小姐競選                                       | Thành viên ban giám khảo      |
| 2019 | Big Big ngôi sao nhỏ Big Big小明星                                                | Khách mời ngày 22, 29 tháng 6 |

### Video âm nhạc
| Năm  | Tên bài hát    | Ghi chú                            |
| ---- | -------------- | ---------------------------------- |
| 2016 | Thuận gió 乘風 | Bài hát chủ đề Amazing Summer 2016 |

## Giải thưởng và đề cử
| Năm  | Giải thưởng                                   | Hạng mục                                                  | Phim                                                       | Vai diễn                                                                  | Kết quả       |
| ---- | --------------------------------------------- | --------------------------------------------------------- | ---------------------------------------------------------- | ------------------------------------------------------------------------- | ------------- |
| 2012 | Hoa hậu Hồng Kông                             | Á hậu 2                                                   | —                                                          | —                                                                         | Đoạt giải     |
| 2014 | TVB Star Awards Malaysia                      | Nữ diễn viên tiến bộ được yêu thích nhất                  | Tìm lấy ngày mai                                           | Trì Xuân Quang                                                            | Đề cử         |
| 2015 | StarHub TVB Awards                            | Nữ diễn viên phụ được yêu thích nhất                      | Tìm lấy ngày mai                                           | Trì Xuân Quang                                                            | Đề cử         |
| 2015 | StarHub TVB Awards                            | Nữ diễn viên tiến bộ được yêu thích nhất                  | —                                                          | —                                                                         | Đoạt giải     |
| 2015 | TVB Star Awards Malaysia 2015                 | Nhân vật truyền hình được yêu thích nhất                  | Chuyên gia gỡ rối                                          | Mạch Bình An                                                              | Đề cử         |
| 2015 | TVB Star Awards Malaysia 2015                 | Nhân vật truyền hình được yêu thích nhất                  | Chuyên gia gỡ rối                                          | Mạch Bình An                                                              | Đề cử (Top 3) |
| 2015 | TVB Star Awards Malaysia 2015                 | Nữ diễn viên tiến bộ được yêu thích nhất                  | Chuyên gia hòa giải Chuyên gia gỡ rối                      | —                                                                         | Đoạt giải     |
| 2015 | Giải thưởng thường niên TVB                   | Nữ nghệ sĩ tiến bộ nhất                                   | Chuyên gia hòa giải Chuyên gia gỡ rối                      | —                                                                         | Đề cử         |
| 2015 | Giải thưởng thường niên TVB                   | Nữ diễn viên phụ xuất sắc nhất                            | Chuyên gia gỡ rối                                          | Mạch Bình An                                                              | Đề cử         |
| 2016 | StarHub TVB Awards                            | Nữ diễn viên chính được yêu thích nhất                    | Cảnh sát siêu năng                                         | Lăng Thần Phong                                                           | Đề cử         |
| 2016 | StarHub TVB Awards                            | Nữ nhân vật được yêu thích nhất                           | Cảnh sát siêu năng                                         | Lăng Thần Phong                                                           | Đoạt giải     |
| 2016 | StarHub TVB Awards                            | Giải thưởng quyến rũ và gợi cảm TOKYO BUST EXPRESS        | —                                                          | —                                                                         | Đoạt giải     |
| 2016 | TVB Star Awards Malaysia 2016                 | Nữ diễn viên chính được yêu thích nhất                    | Cảnh sát siêu năng                                         | Lăng Thần Phong                                                           | Đề cử (Top 5) |
| 2016 | TVB Star Awards Malaysia 2016                 | Nhân vật truyền hình được yêu thích nhất                  | Cảnh sát siêu năng                                         | Lăng Thần Phong                                                           | Đề cử (Top 5) |
| 2016 | TVB Star Awards Malaysia 2016                 | Tình nhân màn bạc được yêu thích nhất                     | Cảnh sát siêu năng                                         | Quan Đỉnh Danh (Vương Hạo Tín) Lăng Thần Phong                            | Đoạt giải     |
| 2016 | Giải thưởng truyền hình do khán giả bình chọn | Khán giả bình chọn nữ diễn viên chính xuất sắc nhất       | Cảnh sát siêu năng                                         | Lăng Thần Phong                                                           | Đề cử         |
| 2016 | Giải thưởng thường niên TVB                   | Nữ diễn viên chính xuất sắc nhất                          | Cảnh sát siêu năng                                         | Lăng Thần Phong                                                           | Đề cử (Top 5) |
| 2016 | Giải thưởng thường niên TVB                   | Nữ nhân vật được yêu thích nhất                           | Cảnh sát siêu năng                                         | Lăng Thần Phong                                                           | Đề cử (Top 5) |
| 2016 | Giải thưởng thường niên TVB                   | Nhóm bạn diễn được yêu thích nhất                         | Cảnh sát siêu năng                                         | Quan Đỉnh Danh (Vương Hạo Tín) Lăng Thần Phong                            | Đoạt giải     |
| 2016 | Giải thưởng thường niên TVB                   | Nữ nghệ sĩ tiến bộ nhất                                   | Thiết mã gặp chiến xa Cảnh khuyển ba đả Cảnh sát siêu năng | —                                                                         | Đề cử         |
| 2017 | StarHub TVB Awards                            | Nữ nhân vật được yêu thích nhất                           | Bước qua ranh giới                                         | Đới Thiên Ân                                                              | Đoạt giải     |
| 2017 | StarHub TVB Awards                            | Nữ diễn viên phụ được yêu thích nhất                      | Bước qua ranh giới                                         | Đới Thiên Ân                                                              | Đề cử         |
| 2017 | TVB Star Awards Malaysia 2017                 | Nữ diễn viên phụ được yêu thích nhất                      | Bước qua ranh giới                                         | Đới Thiên Ân                                                              | Đề cử (Top 3) |
| 2017 | TVB Star Awards Malaysia 2017                 | Nhân vật truyền hình được yêu thích nhất                  | Bước qua ranh giới                                         | Đới Thiên Ân                                                              | Đề cử         |
| 2017 | TVB Star Awards Malaysia 2017                 | Tình nhân màn bạc được yêu thích nhất                     | Bước qua ranh giới                                         | Văn Thân Hiệp (Vương Hạo Tín) Triệu Chính Muội (Thái Tư Bối) Đới Thiên Ân | Đề cử         |
| 2017 | Giải thưởng thường niên TVB                   | Nữ diễn viên phụ xuất sắc nhất                            | Bước qua ranh giới                                         | Đới Thiên Ân                                                              | Đề cử (Top 5) |
| 2017 | Giải thưởng thường niên TVB                   | Nữ nhân vật được yêu thích nhất                           | Bước qua ranh giới                                         | Đới Thiên Ân                                                              | Đề cử         |
| 2017 | Giải thưởng truyền hình do khán giả bình chọn | Khán giả bình chọn nữ diễn viên tiến bộ nhất              | Bước qua ranh giới                                         | Đới Thiên Ân                                                              | Đề cử         |
| 2017 | Giải thưởng truyền hình Hồng Kông             | Nữ diễn viên phụ xuất sắc nhất (phim truyền hình dài tập) | Bước qua ranh giới                                         | Đới Thiên Ân                                                              | Đề cử         |